# Izabela Aragońska (królowa Francji)
Izabela Aragońska, franc. Isabelle d'Aragon (ur. 1247 – zm. 28 stycznia 1271) – księżniczka aragońska, córka Jakuba I Zdobywcy - króla Aragonii, Walencji i Majorki oraz jego drugiej żony Jolanty węgierskiej (córki Andrzeja II). Królowa Francji w latach 1270-1271 jako pierwsza żona Filipa III Śmiałego.
Ślub Izabeli i Filipa, następcy tronu Francji, miał miejsce 28 maja 1262, w Clermont. Izabela towarzyszyła mężowi w 7. krucjacie, do Tunisu. Zmarła na skutek upadku z konia, w drodze powrotnej do Francji, w Cosenza w Kalabrii. Izabela była wtedy w ciąży z piątym dzieckiem. Została pochowana w bazylice Saint-Denis. W 1274 jej mąż poślubił Marię Brabancką.

## Dzieci Izabeli i Filipa
- Ludwik (1264–1276),
- Filip IV Piękny, król Francji (1268–1314),
- Robert (1269–1276),
- Karol, hrabia Valois (1270–1325).